# Prundeni
Prundeni è un comune della Romania di 4 589 abitanti, ubicato nel distretto di Vâlcea, nella regione storica dell'Oltenia. 
Il comune è formato dall'unione di 4 villaggi: Bărbuceni, Călina, Prundeni, Zăvideni.